# PGC 1924587
LEDA/PGC 1924587 ist eine Galaxie Sternbild Andromeda am Nordsternhimmel, die schätzungsweise 1,5 Milliarden Lichtjahre von der Milchstraße entfernt ist. Vom Sonnensystem aus entfernt sich das Objekt mit einer errechneten Radialgeschwindigkeit von näherungsweise 33.000 Kilometern pro Sekunde.
Im selben Himmelsareal befinden sich unter anderem die Galaxien NGC 39, PGC 1918660, PGC 1927012, PGC 1933768.